# 陈筠泉
陈筠泉（1935年9月5日—），浙江海宁人，中国社会科学院哲学研究所研究员，中国社会科学院荣誉学部委员。

## 生平
陈筠泉1953年到北京俄文专修学校（现北京外国语学院)的留苏预备部学习。1954年去莫斯科大学哲学系，1959年毕业。毕业后回国进入中国科学院（现中国社会科学院）哲学研究所工作，后成为中国社会科学院哲学研究所研究员。1983年至1990年，任哲学研究所副所长。1990年至1998年，任哲学研究所所长。先后任《哲学研究(期刊)》与《中国哲学年鉴》的主编。2006年，被选为中国社会科学院荣誉学部委员。主要研究领域是马克思主义哲学、科学方法论、文化哲学和苏俄哲学。

## 出版物
主要著作（包括合著）有：《历史观、真理观、价值观》、《哲学与文化》、《新世纪文化走向——论市场经济与文化、伦理建设》、《陈筠泉文集》、《科技革命与当代社会》、《邓小平理论的哲学基础》、《经济秩序理论和伦理学》等。
论文：《伟大的转变和历史唯物主义的重要课题》、《开创马克思主义哲学工作的新局面》、《文明与文化———论资本的文明作用及其文化局限性》、《关于否定性辩证法》、《劳动价值与知识价值》等。